# Dubstep
Dubstep és un gènere de música dance electrònica, originari de Londres (Regne Unit). El terme dubstep com a referència a un gènere musical començà a ser utilitzat al voltant de 2002, quan les tendències d'estil emprades per crear aquestes mescles començaren a diferenciar-se del 2-step garage i del grime.
El dubstep és generalment instrumental. Igual que el grime (altre híbrid del garage però més vocal), la sensació del gènere és obscura: els temes utilitzen freqüentment l'escala menor i poden presentar harmònics dissonants, tals com l'interval tríton a un riff. Altres característiques diferenciadores són l'ús de samples i un subbaix gaire omnipresent.
Les primeres arrels del dubstep (al voltant de 1998) apareixen en les obres més experimentals de productors de UK garage, que tractaven d'incorporar al so 2-step garage de South London elements funky de breakbeat o elements obscurs de drum and bass. Aquests experiments sovint acabaven a la cara-B d'un white label o un disc comercial de garage.

## Ritme
El dubstep es basa en ritmes sincopats, i sovint incorpora notes tocades amb shuffle o en treset. El temps sol mantenir sempre en un rang d'entre 130 i 148 bpm.10 El ritme del dubstep no sol seguir normalment els patrons four-on-the-floor habituals en altres estils de música electrònica de ball com el techno o el house, sinó que sol basar-se en una estructura formada per cops de bombo en el primer i tercer temps del compàs (una característica heretada del 2 step) i loops de percussió basats en compassos diferents al 4/4. És freqüent que l'oient tingui la sensació en sentir de manera aïllada el patró rítmic que aquest està tocat a la meitat de velocitat que la cançó. Aquesta sensació de "doble velocitat" s'aconsegueix utilitzant de manera rítmica, a més de la percussió, altres elements de la cançó, especialment la línia de baix. Aquesta característica és típica del drum and bass, amb el qual s'emparenta el dubstep.